# Український кризовий медіа-центр
Український кризовий медіа-центр, УКМЦ (англ. Ukraine Crisis Media Center) — громадська організація, яка надає інформацію про події в Україні, виклики та загрози національній безпеці, зокрема у військовій, політичній, економічній, енергетичній, гуманітарній сферах. Є майданчиком для виступів експертів, представників влади, міжнародних організацій та дипломатичного корпусу; надає підтримку представникам ЗМІ, які висвітлюють події в Україні.

## Історія
УКМЦ створений у березні 2014 року зусиллями провідних українських експертів у галузі міжнародних відносин, комунікацій та зв'язків з громадськістю для поширення в Україні та за кордоном інформації про події, пов'язані із анексією Криму РФ. Безпосередніми засновниками закладу є Валерій Чалий, Іванна Клімпуш-Цінцадзе, Наталія Попович, Наталія Ольберт-Синько, Ярина Ключковська, Геннадій Курочка, Василь Мірошніченко, Аліна Фролова, Володимир Дегтярев, Іветта Делікатна, Максим Саваневський, Андрій Загородський. Щоденно задачі перерозподіляються між учасниками центру. Прес-офіс Центру відкрився 5 березня 2014. За перші 8 місяців організація провела 945 брифінгів та 6 подій за кордоном.

## Фінансування
УКМЦ не фінансується жодною політичною силою та є виключно громадським проєктом.
Діяльність УКМЦ можлива завдяки фінансовій підтримці партнерів: Відділу зі зв'язків з громадськістю Посольства США в Україні; Міжнародного фонду «Відродження»; Національного Фонду підтримки демократії (США); Світової Фундації Українців (Канада); Європейського фонду на підтримку демократії; МАТРА (Програма Посольства Нідерландів); агентства Інтерньюз; компанії «Mondelēz International» та інших.

## Напрями діяльності

### Прес-центр
Прес-майданчик УКМЦ, який у рамках своєї статутної діяльності надає можливість громадським активістам, експертам, політикам та представникам влади надати суспільству інформацію про події та процеси, які відбуваються в Україні та довкола неї. За два роки існування у прес-центрі було проведено більше 2500 прес-брифінгів, у яких взяло участь понад 6000 спікерів, серед них: сенатор США Джон Маккейн, Уповноважена Державного департаменту США у справах Європи та Євразії Вікторія Нуланд, губернатор Одеської області Міхеіл Саакашвілі, міністр фінансів України Наталія Яресько, українські депутати, міністри та інші посадовці

### Департамент по роботі з іноземними аудиторіями
Департамент по роботі з іноземними аудиторіями має на меті поширення об'єктивної інформації про Україну закордоном та забезпечення присутності українського питання у західному дискурсі. Департамент надає допомогу закордонним журналістам, що висвітлюють події в Україні, готує та поширює власні аналітичні матеріали, перекладає ключові прес-релізи УКМЦ англійською, німецькою, французькою, іспанською, італійською та португальською мовами. Співробітники департаменту співпрацюють із західними академічними та політичними колами для формування позитивного ставлення до України, організовують прес-тури закордонних журналістів в Україну, забезпечують участь представників України у закордонних конференціях та інформують іноземні аудиторії про ситуацію в Україні через різномовні сторінки в соціальних мережах

### Департамент по роботі з національними аудиторіями
Робота спрямована на підтримку інформаційної діяльності в областях України, інтеграцію східних та південних регіонів у загальноукраїнський інформаційний контекст. Організовуються зустрічі із регіональними журналістами, представниками громадських організацій, місцевої влади, активістами та волонтерами, експертами та лідерами думок аби вивчити потреби регіону, визначити теми для спільної роботи, сконцентрувати зусилля на вирішенні завдань конкретного регіону в зазначеній сфері.
- Газета «Мир в Донбассе» — інформаційний продукт, який був заснований УКМЦ за підтримки Міністерства Закордонних справ Німеччини, як безкоштовний бюлетень з найактуальнішою інформацією для мешканців прифронтових територій Донецької та Луганської областей
- Пілотний проєкт «Речник мирного життя» — проєкт з організації двостороннього зв'язку з кожним населеним пунктом на підконтрольних Україні територіях Донецької та Луганської областей у форматі скайп-включень[6]

### Мистецький напрямок Українського кризового медіа-центру
Основним поштовхом до виникнення Мистецького напрямку стало бажання змістити акценти висвітлення життя в України у бік мирних, культурних подій. Мистецький напрямок організаційно і інформаційно підтримує українські культурні проєкти, реалізовує ініціативи на базі медіа-лаунжу УКМЦ, розробляє та проводить власні проєкти.
«Культурна дипломатія між регіонами України» — програма УКМЦ, спрямована на побудову діалогу та примирення між мешканцями сходу і заходу України через інструменти сучасного мистецтва. Реалізовані проєкти: виставка Лілії Тєптяєвої та серія майстер-класів «Папір кольоровий», Медіавистава «il Caprese»: листи Коцюбинського з острова Капрі, мистецький проєкт «Стіна»: Лев Скоп та творче об'єднання «Кактус», культурно-мистецька резиденція «НАД БОГОМ» — місце культури у процесі декомунізації, Воркшоп «ДЕ»: актуалізація публічних просторів та побудова комунікації між громадою та органами місцевого самоврядування, фотовиставка Сергія Лойка «Аеропорт» та ін.

### Група аналізу гібридних загроз[11]
Група аналізу гібридних загроз (Hybrid warfare analytical group/HWAG) працює над вивченням і прогнозуванням нових потенційних сценаріїв глобальної гібридної війни та допомагає Україні та міжнародним партнерам у розробці політики і стратегічних рішень для попередження і подолання гібридних загроз. Ціль команди: визначати інформаційні загрози з боку Російської Федерації та повідомляти національним, європейським та американським зацікавленим сторонам про способи подолання їхнього впливу на демократичні процеси у відповідних країнах та регіонах.

### Український медіа-центр реформ[12]
Проєкт УКМЦ, який створили у липні 2014 року за підтримки Міжнародного Фонду «Відродження» як платформу для встановлення діалогу між державними установами й експертною спільнотою та громадськістю. Мета — формування спільної позиції щодо напрямків та стратегій реформування. Український медіа-центр реформ також виконує функції адвокації та популяризації реформ шляхом підготовки та поширення усіх видів інформаційних продуктів, а також проведення заходів, що сприяють формуванню громадської думки та розумінню перебігу реформ.

#### Основні напрями діяльності Українського медіа-центру реформ
- Взаємодія з експертами та громадськими активістами
- Взаємодія з центральними органами виконавчої влади та їх прес-службами
- Проведення експертних та громадських обговорень, публічних дискусій, круглих столів, що стосуються стратегій та процесу впровадження реформ
- Підготовка інформаційних продуктів для поширення серед ЗМІ та у мережі Інтернет
- Підтримка зв'язків зі ЗМІ
- Організація заходів для представників ЗМІ у Києві та регіонах
- Проведення роз'яснювальної роботи щодо перебігу реформ з представникам ЗМІ, надання експертних коментарів
- Популяризація реформ в соціальних мережах
- Моніторинг і аналіз висвітлення теми реформ у ЗМІ та соціальних мереж
- Підтримка спецпроєктів, що висвітлюють хід реформ, у ЗМІ

#### «Комунікація енергетичної реформи»
Окремий напрямок діяльності Українського медіа-центру реформ, який у 2015 році здійснюється за підтримки Міністерства закордонних справ Швеції. Мета — роз'яснення реформи енергетичного сектору, залучення громадськості до публічних дискусій з представниками влади.[джерело?]

### Реформа державних комунікацій[13]
Проєкт УКМЦ, метою якого є сприяння сталій, системній та ефективній комунікації органів влади завдяки координації та синхронізації інформації та стратегічному плануванню і аналізу. Проєкт існує завдяки фінансовій підтримці Посольства США в Україні.

### Інше
Центр створив сайт Ukraine Under Attack, метою якого є збір перевіреної інформації про російську агресію в Криму та на Донбасі. Сайт було презентовано 25 березня 2015; він доступний українською та англійською мовами.